# Großer Alpsee
Le Großer Alpsee est un lac situé dans le district de Souabe, en Bavière dans le Sud de l'Allemagne.
Il se trouve à une altitude de 724 m et sa superficie est de 247,3 ha.

## Source
- (en) Cet article est partiellement ou en totalité issu de l’article de Wikipédia en anglais intitulé « Großer Alpsee » (voir la liste des auteurs).